# Cerkev sv. Mihaela, Berg am Laim
Rimokatoliška župnijska cerkev svetega Mihaela v Berg am Laimu je ena najlepših in najpomembnejših sakralnih objektov današnjega mesta Münchna. Poznobaročna cerkev je bila zgrajena med letoma 1735 in 1751 po naročilu volivnega kneza in nadškofa iz Kölna Clemensa Augusta I. Bavarskega, po načrtih bavarskega mojstra Johanna Michaela Fischerja. Oprema cerkve velja za glavno delo južno-nemškega rokokoja.

## Zgodovina

### Zgodovina gradnje
8. maja 1693 je volilni knez Josef Clemens ustanovil Bratovščino svetega Mihaela. Čaščenje svetega Mihaela je igralo ne le za hišo Wittelsbach in njihovo politiko pomembno vlogo, ampak tudi za prebivalstvo v obdobju pred razsvetljenstvom. Terorizem vojn, zgodnje umiranje žensk ob rojstvu otroka, nerazložljive bolezni, nepredvidljive oblasti so bile dobesedno strahovi pekla, ki so mučili ljudi. V liku svetega Mihaela so ljudje našli pomoč. Bratstvo je v svojem vrhuncu imelo do 100.000 članov in približno 50 podružnic na Bavarskem, v Avstriji in v Porenju.
Cerkev svetega Michaela je bila zgrajena med letoma 1735-1751, po naročilu volilnega kneza in nadškofa iz Kölna Clemensa Augusta I., sina Maksa Emanuela Bavarskega, v svojem Hofmark Berg am Laim v bližini Münchna. Morala bi služiti kot hišna cerkev Michaelovega reda in bratovščine svetega Mihaela, kot tudi dvorna cerkev. Odgovoren za gradnjo je bil arhitekt in stavbenik Johann Michael Fischer, ki je prevladal pred münchenskim dvornim arhitektom Philippom Jakobom Köglspergerjem. To je edina Fischerjeva cerkev, ki je bila bogato okrašen v slogu rokokoja z elementi rocaille, morda je to posledica François de Cuvilliés starejšega, ki je delal kot gradbeni inšpektor v tej stavbi.
Med letoma 1743-1744 je dvorni štukater in slikar Johann Baptist Zimmermann izvedel stropne poslikave in štukature. Prav tako je znano, da je oltar s podobo nadangela Mihaela delo Johanna Andreasa Wolffa in rezbarije delo Ignaza Guntherja in Johanna Baptista Strauba. Omembe vredna je na tri dele razdeljeno osrednje območje: prvi del služi bratovščini, v prezbiterij, ki je bil rezerviran za kneza in viteški red in v oltarni prostor.

### Drugi dogodki
Leta 1801 je Berg am Laim, po ukinitvi volilnega kneza, prešel na Bavarsko, dvorna cerkev pa je postala župnijska cerkev. V času sekularizacije leta 1802 je bil zapuščen hospic. Bratovščina in red sta ostala. Leta 1913 je bil Berg am Laim vključen v München. Red svetega Mihaela je bil leta 1837 spremenjen v red za zasluge in končno ukinjen skupaj z revolucijo 1918. Bratovščina je še danes pod vodstvom župnika svetega Mihaela.
Med drugo svetovno vojno je bila cerkev 30. aprila 1945 močno poškodovana zaradi artilerijskega napada. Na približujoče se čete ameriške vojske je streljala protiletalska obramba v jugovzhodnem parku. Američani so prav tako streljali. Ena od granat je padla v cerkev skozi severno okno v koru in padla za oltar, se odbila od stene apside, prebodla oltar in eksplodirala na tleh. Rezultat je bil velik eksplozijski lijak, desna stran oltarja in oltarna slika sta bila uničena. Stene in stropi (vključno s sliko in freskami) cerkve in zakristije so bili poškodovani zaradi drobcev šrapnelov. Dan po tem so preiskali ruševine in zavarovali dele oltarja in oltarne plošče. 
Prva obsežna obnova cerkve je potekala v letih od 1978 do 1982. Zaradi nadaljnje zaščite poteka obnova občasno tudi sedaj. 

## Pomembna dela
- Glavni oltar (Johann Baptist Straub, 1767)
- Oltarna slika nadangela Mihaela v boju proti Luciferju (Johann Andreas Wolff, 1694)
- Freska na zunanjem oboku korne apside Škof in meščani mesta Sipontum, rešeni od sv. Mihaela, na romarski poti v Monte Gargano (Johann Baptist Zimmermann)
- Freska v oboku v notranjosti apside Sveti Mihael osvobodi Sipontum (Johann Baptist Zimmermann)
- Freska v oboku prostora skupnostni Meščani Sipontuma romajo v Monte Gargano (Johann Baptist Zimmermann)
- stranski oltarji Brezmadežna, sveti Janez Nepomuk, porcijunkula in sveti Norbert Johanna Baptista Strauba, 1743/1744 in 1758/1759; slike razen Norbertovega oltarja so Johanna Baptista Zimmermanna;
- Oltarna slika Norberta (Joseph Ignaz Schilling, 1744/1746)
- Križanje (Passauer Schule, 15. stoletje)
- Mater dolorosa (18. stoletje)
- Prižnica (Benedikt Haßler, 1745)
- Kip svetega Roka (Andreas Faistenberger, 1690) v predprostoru

- Detajl stropne freske Johanna Baptista Zimmermanna
- Kip Mihaela nad vhodom, Franz Joseph Muxel
- Kip iz štuka: papež Gregor I. pod kupolo kora
- Kip svetega Roka, Faistenberger (1690)

## Orgle
Orgle v svetem Mihaelu so leta 1996, zgradil jih je Hubert Sandtner (Dillingen an der Donau). Instrument s tremi manuali in pedalom ima 46 registrov. So mehanske, register se upravlja električno. 